# ميشيل أندرادي
ميشيل أندرادي (الأوكرانية: Мішель Андраде ؛ من مواليد 10 نوفمبر 1996) مغنية ومقدمة برامج تلفزيونية أوكرانية، تغني باللغات متعددة. شاركت في برنامج أكس-فاكتور في عام 2013 حيث لاحظها المنتج بوتاب. ظهرت لأول مرة على المسرح الكبير في 2 أكتوبر 2014 ، حيث قدمت مع فرقة موزغي في حفل موسيقي نظمته قناة M1 التلفزيونية.